# Orgue portatif

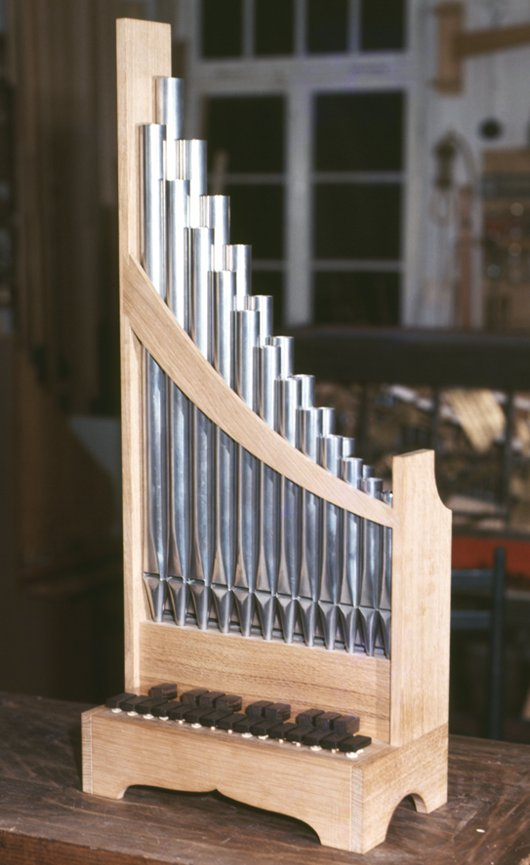
Une copie d'orgue portatif construit en Allemagne en 1979.

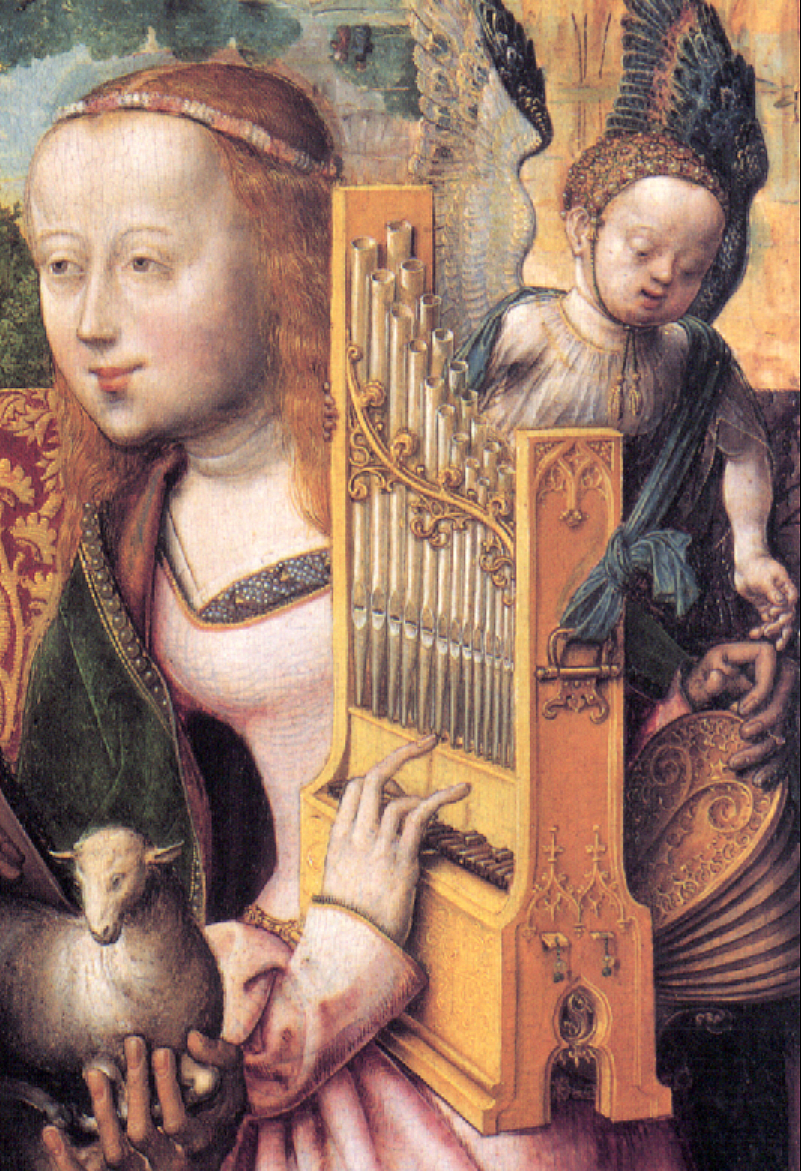
Peinture d'une femme jouant de l'orgue portatif (détail du Bartholomäusaltar (Alte Pinakothek, Munich).

L'orgue portatif (connu sous le nom d'organetto au trecento) est un orgue miniature pouvant être porté dans les bras et qui consiste en un clavier utilisé d'une main et d'un soufflet manipulé de l'autre, le tout surmonté d'une ou deux rangées de tuyaux.
Il est utilisé dans la musique profane européenne du XIIe au XVIe siècle.